# مارك حنا
مارك حنا (بالإنجليزية: Mark Hanna)‏ هو كاتب سيناريو أمريكي، ولد في 1917، وتوفي في 16 أكتوبر 2003 في ليك وورث في الولايات المتحدة.

## وصلات خارجية
- مارك حنا على موقع IMDb (الإنجليزية)
- مارك حنا على موقع ألو سيني (الفرنسية)
- مارك حنا على موقع أول موفي (الإنجليزية)
- مارك حنا على موقع قاعدة بيانات الأفلام السويدية (السويدية)
- مارك حنا على موقع قاعدة بيانات الفيلم (الإنجليزية)
- مارك حنا على موقع كينوبويسك (الروسية)